# بدر الملا
الدكتور بدر حامد الملا (مواليد 3 أبريل 1971) سياسي وقانوني كويتي، عضو مجلس الأمة السابق خلال الفترة 20 يونيو 2023 حتى 15 فبراير 2024 وكان سابقاً نائباً لرئيس مجلس الوزراء ووزيراً النفط خلال الفترة 16 أكتوبر 2022 حتى 8 مايو 2023 ووزيراً للدولة لشؤون مجلس الأمة خلال الفترة 9 أبريل 2023 حتى 8 مايو 2023 وكما كان سابقاً عضو مجلس الأمة خلال الفترة 15 ديسمبر 2020 حتى 1 مايو 2023 وخلال 16 مارس 2019 حتى 11 ديسمبر 2020.

## نبذة
ولد في 3 أبريل 1971، حاصل على شھادة الدكتوراه في القانون المدني محامٍ أمام المحكمة الدستورية ومحكمة التمييز أستاذ القانون المدني المساعد بأكاديمية سعد العبدالله عضو ھيئة تدريس منتدب في جامعة الكويت.

## السيرة الذاتية
- دكتوراه في القانون المدني 2010.
- ماجستير في القانون الخاص 2005.
- ليسانس حقوق 2000.
- بكالوريوس علوم شرطة 1996.
- درع التفوق العلمي من أكاديمية سعد العبد الله للعلوم الأمنية 1996.
- محامي أمام المحكمة الدستورية ومحكمة التمييز.
- عضو هيئة تدريس منتدب لقسم القانون الخاص جامعة الكويت.
- أستاذ القانون المدني المساعد بأكاديمية سعد العبد الله سابقا.
- عضو المكتب الفني بالإدارة العامة للتحقيقات بدرجة رئيس تحقيق «أ» سابقا.
- عضو هيئة تدريس منتدب لقسم القانون في كلية الدراسات التجارية سابقا.
- محاضر في المؤسسة العامة للتأمينات الاجتماعية للعديد من الدورات القانونية.
- محاضر في مركز التدريب التخصصي التابع للإدارة العامة للتحقيقات سابقا.
- شارك في الأنتخابات التكميلية لمجلس الأمة التي أجريت في يوم السبت 16 مارس 2019 حيث حصل على المركز الأول بالدائرة الثانية ب4657 صوت وفاز في الأنتخابات
- شارك في أنتخابات مجلس الأمة 2020 التي أجريت في يوم السبت 5 ديسمبر 2020 حيث حصل على المركز الثامن بالدائرة الثانية ب2534 صوت وفاز في الأنتخابات
- شارك في أنتخابات مجلس الأمة 2022 التي تم بطلانها من قبل المحكمة الدستورية والتي أجريت في يوم الخميس 29 سبتمبر 2022 حيث حصل على المركز الأول بالدائرة الثانية ب7,285 صوت وفاز في الأنتخابات
- في 16 أكتوبر 2022 أصدر سمو ولي العهد الشيخ مشعل الأحمد الصباح مرسوماً بأعادة تشكيل الحكومة حيث عُين نائباً لرئيس مجلس الوزراء ووزيراً للنفط
- وفي 9 أبريل 2023 سمو ولي العهد الشيخ مشعل الأحمد الصباح مرسوماً بأعادة تشكيل الحكومة حيث تم تعينه نائباً لرئيس مجلس الوزراء ووزيراً للنفط ووزيراً للدولة لشؤون مجلس الأمة وشغل المناصب حتى 8 مايو 2023 حيث تم قبول أستقالته من منصبه وذالك نظراً لترشحه لإنتخابات مجلس الأمة 2023

## أبرز مواقفه في مجلس الأمة

### مجلس الأمة 2016
| استجواب الوزير خالد الروضان (2019)                       | ضد الاستجواب |
| استجواب الوزير محمد الجبري (2019)                        | مع الاستجواب |
| استجواب الوزير نايف الحجرف (2019)                        | مع الاستجواب |
| استجواب الوزير براك الشيتان (2020)                       | ضد الاستجواب |
| استجواب الوزير أنس الصالح (أغسطس 2020)                   | ضد الاستجواب |
| استجواب الوزير سعود هلال الحربي (أغسطس 2020)             | مع الاستجواب |
| استجواب الوزير سعود هلال الحربي (سبتمبر 2020)            | مع الاستجواب |
| استجواب الوزير أنس الصالح (سبتمبر 2020)                  | ضد الاستجواب |
| تصويت فتح باب ما يستجد من أعمال (تعديل النظام الانتخابي) | موافق        |

### مجلس الأمة 2020
| استجواب الوزير حمد جابر العلي (يناير 2022)    | مع الاستجواب |
| استجواب الوزير أحمد ناصر الصباح (فبراير 2022) | مع الاستجواب |
| استجواب الوزير علي حسين الموسى (مارس 2022)    | مع الاستجواب |